# Княжество Падерборн
Княжество Падерборн, также известное как Наследственное княжество Падерборн (нем. Fürstentum Paderborn, нем. Erbfürstentum Paderborn) — созданное в рамках медиатизации Падеборнского княжества-епископства княжество в составе королевства Пруссия, существовавшим между 1803 и 1806/07 гг.

## География
Княжество Падерборн лежало к западу от центра Пруссии в восточной Вестфалии; к югу от княжества Липпе, по обеим сторонам гор Эгге и к западу от реки Везер. На юге княжество граничило с Вальдеком и Курхессеном. Главным городом был Падерборн, другими крупными городами были Варбург и Бракель.
Бывшая территория княжества расположена на юге современной Остфалии в районах Падерборн и Хёкстер. Таким образом, он в значительной степени соответствует региону, известному как Хохштифт Падерборн. Княжество Корвей с примыкавшим к нему с северо-востока городом Хёкстер не входило в состав княжества.

## История
После оккупации Минденского епископства Пруссией в 1802 г. епископства Падерборн и Хильдесхайм заключительным постановлением имперской депутации были переданы Пруссии годом позже в качестве компенсации за утрату герцогства Гельдерн, части герцогства Клевского на левом берегу Рейна, княжества Мёрс, округов Зевенар, Хёйссен и Мальбург, а также таможенных пошлин на Рейне и Маасе. Прусский король Фридрих Вильгельм III принял титул князя Падерборна в 1803 г., включив в свой герб герб монастыря Падерборн.
Последнему князю-епископу Падерборна Францу Эгону фон Фюрстенбергу пришлось отказаться от светской власти над епископствами Падерборн и Хильдесхайм, но он имел церковную юрисдикцию вплоть до своей смерти в 1825 г., ему было позволено продолжать использовать свои церковные и княжеские титулы. Проживал в основном в Хильдесхайме и был похоронен в местном соборе.
Княжество Падерборн также часто упоминалось как «наследственное княжество», поскольку в отличие от княжества-епископа, чей правитель избирался кафедральным капитулом и подтверждался императором Священной Римской империи и папой римским, король Пруссии носил титул в качестве курфюрста Бранденбурга.
После войны четвёртой коалиции с 1806 по 1813 г. княжество входило в состав королевства Вестфалия и департамента Фульда. После окончания наполеоновских войн и Венского конгресса Падерборн вернулся к Пруссии, став по административной реформе 1816 г. частью провинции Вестфалия. Термин «княжество Падерборн» теперь играл роль только в титуле короля Пруссии и больше не являлся административной единицей.

## Управление
Вскоре после прусской оккупации в княжестве были созданы округа, в которых назначались окружные администраторы. Исторически территория была разделена на районы Обервальд и Унтервальд; однако прусские власти создали три округа:
- Обервальд. Расположен в Бракеле, состоял из северной половины Оберамт-Дрингенберга, амтов Штайнхайм и Люгде, городов Бреденборн и Вёрден и части амтов Ольденбург и Шваленберг.
- Варбург. Расположенный в Варбурге, состоял из южной половины Оберамт-Дрингенберга, амтов Беверунген-Херстель, Лихтенау и Вюнненберг, а также прихода Осдорф.
- Унтервальд. Располагался в Падерборне, состоял из оберамта Нойхаус без Осдорфа и амтов в Дельбрюке, Боке, Бюрене и Вевельсбурге.

В рамках прусской административной структуры княжество подчинялось военно-доменной камере Мюнстера и изначально не имело собственной высшей власти. Только в 1806 году Август фон Рейманн был назначен постоянным комиссаром Мюнстерской военной и доменной камеры в Падерборне. Тремя окружными администраторами, назначенными в 1803 г. были Вильгельм Фридрих фон Бохольц в Обервальде (в 1806 г. был заменён Карлом Морицем фон Хакстхаузеном), Максимилиан фон Эльверфельдт в Унтервальде и Филипп фон Вольф-Меттерних в Варбурге.
После наполеоновских войн территория княжества была объединена в пять новых округов Хёкстер (куда также вошла территория княжества Корвей), Варбург, Падерборн, Бюрен и Бракель в 1816 г.